# Adam Kazimierz Zieliński
Adam Kazimierz Zieliński (ur. 16 stycznia 1902 Monasterzyska koło Buczacza, zm. 28 grudnia 1991 Feijó pod Lizboną) – dyplomata, historyk.

## Życiorys
Uczestnik wojny polsko-radzieckiej 1919-1921. Absolwent prawa (doktorat) na Uniwersytecie Jana Kazimierza we Lwowie. Do 1939 pracował jako radca w Ministerstwie Komunikacji. We wrześniu 1939 przez Rumunię przedostał się do Francji. Po jej upadku w 1940 znalazł się w Lizbonie (polski chargé d’affaires). Po 1945 pozostał na emigracji. Pracował jako dziennikarz i tłumacz (był poliglotą). Zajmował się stosunkami polsko-ukraińskimi, polsko-portugalskimi. Prowadził poszukiwania archiwalne i biblioteczne, kolekcjonował stare mapy Rzeczypospolitej (kolekcję podarował Zamkowi Królewskiemu w Warszawie). Jego żoną była od 1973 Maria Danilewicz Zielińska.

## Wybrane publikacje
- Répercussions littéraires portugaises des luttes pour l’indépendance de la Pologne au XIX-e siècle, Roma: Fundatio Lanckoroński 1975.
- Les „Cartas regias” polonaises aux archives de Lisbonne Torre de Tombo, Roma 1979.